# Нов музей (Берлин)
Новият музей (на немски: Neues Museum) е една от забележителностите на Берлин, част от комплекса Музеен остров на Шпрееинзел. Създаден е по нареждане на пруския крал Фридрих Вилхелм IV. Архитектурният проект е на Фридрих Август Щюлер, сградата е построена в неокласически и неоренесансов стил. Строителството започва през 1841 г., осъществява се по промишлен начин. Сградата е завършена през 1846 г. Вътрешното оформление на музея продължава още много години, като колекциите се подреждат веднага след завършването на интериора на съответните помещения. Музеят е силно разрушен по време на Втората световна война и десетки години остава в руини. Възстановен е в рамките на общия план за реконструкция на Музейния остров по проект на Дейвид Чипърфийлд. Концепцията на проекта предизвиква дискусии, а новооткритият музей получава разнопосочни оценки – от критика до награди.

## История
Новият музей е вторият музей, построен на Музейния остров. Той е създаден като допълнителна сграда за сбирките, които вече не се побират в Стария музей. Това са: колекцията на гипсовите отливки, египетската колекция, колекциите от праисторически и ранен исторически период, етнографската колекция и гравюрният кабинет. Историята на Новия музей, замислен първоначално като универсален музей, и следващото развитие на неговите колекции чрез разширяването и обособяването им в собствени музеи, какъвто е примерът с етнографската колекция, е характерна за музеите през 19 век и за начина на тяхното преминаване от универсален вид в специализиран.
Новият музей като част от музейния комплекс и като архитектурен образец на късния класицизъм е сред най-значимите музейни сгради на 19 век. Сградата на музея е също така един важен исторически паметник на строителните и техническите решения. Тя е първият монументален строеж в Прусия, при който последователно се прилагат нови, станали възможни благодарение на индустриализацията строителни техники. Строителството се осъществява по промишлен начин, използват се разнообразни железни конструкции. Нов технически подход е демонстриран и с използването за първи път в строителство на парен двигател. Той има няколко приложения в процеса на изграждането на музея. Едно от тях е при решаването на проблема с неподходящия терен в централната част на Берлин, който е с мека, пясъчна и пореста почва. Теренът налага дълбоко закрепване на сградата и за да се улесни забиването на многобройните колове, е използван парен двигател. Строителството на музея отваря нова страница в историята на строителната техника.

### Строителство
Строителните работи започват на 19 юни 1841 г. Ръководи ги назначената от Фридрих Вилхелм IV комисия, в която, наред с другите членове, участват генералният директор на кралските музеи Игнац фон Олферс и Фридрих Август Щюлер. Проектирането на музея е възложено на Щюлер с кралското нареждане от 8 март 1841 г. Скоро става ясно, че строителната площадка е с лошо качество – малко под повърхността работниците се натъкват на инфузорна пръст, натрупвания на кизелгур. Това налага забиването на дървени колове (пилони) под цялата сграда. Коловете са с дължина между 6,90 и 18,20 m, броят им е 2344. За тяхното забиване се използва парен двигател с мощност 5 к.с., която при необходимост може да се увеличава до 10 к.с. Парният двигател се използва и за помпите за отводняване на терена, а също и за асансьорите и смесителите на хоросан. За строежа и новите технически средства се докладва в бюлетина на Берлинската организация на архитектите.
На 6 април 1843 г. се провежда тържественото полагане на първия камък върху издигнатите до нивото на мазето основи. Стените се издигат до покрива към края на същата година, така че през 1844 г. строителните работници успяват да направят корнизите и да завършат покривите. През 1845 г. се прокарват железните конструкции, изграждат се сводовете на таваните и е построена галерията за свързване със Стария музей. Пренасянето на строителните материали от канала Купферграбен до работещия с парен двигател асансьор се осъществява по спомагателна железопътна линия. Релсов превоз има и по отделните етажи на музея. През 1846 г., с изключение на скулптурите на фронтоните, сградата е със завършен външен вид. Започва работата в помещенията – измазване, построяването на стълбищата и полагане на подовете.

### Работа по интериора
Строителството на сградата напредва и през 1847 г. започват скъпоструващите вътрешни работи. Мартенската революция от 1848 г. води до тяхното забавяне, но не и прекъсване. Колекциите са подреждани веднага след завършването на съответните помещения и са представяни една след друга от 1850 до 1859 г. Работата върху някои части на вътрешната украса, по-специално върху стенописите на стълбището, продължава до 1866 г. В адресната книга на Берлин от 1875 г. музеят, неговото кратко описание и имената на основателя Вилхел Фридрих и главния архитект Щюлер са включени в главата за забележителностите на града.

### От откриването до Втора световна война
При откриването на музея на приземния етаж се разполагат египетската, националната и етнографската колекция. На първия етаж се излагат колекциите от гипсови отливки на гръцките и римските антични скулптури, византийското изкуство, романиката, готиката, произведенията на изкуството на ренесанса и класицизма. Вторият етаж се споделя от гравюрния кабинет и т.н. кунсткамера – колекцията от архитектурни модели, мебели, глинени и стъклени съдове, църковни предмети и по-малки произведения на изкуството от Средновековието и новото време. Основаният през 1873 г. Етнографски музей се премества през 1886 г. в своя (разрушена по-късно по време на Втората световна война) сграда на ул. „Кьонигретцер“ (Königgrätzer Straße), днес „Щрезенманщрасе“ (Stresemannstraße). За целта от Новия музей се изтеглят етнографската колекция, колекцията от старини, намерените на територията на Германия, и някои сбирки от кунсткамерата. Новосъздаденият Музей за приложни изкуства (Kunstgewerbemuseum) поема през 1875 г. останалите почти 7000 експоната на кунсткамерата и се премества през 1881 г. в собствена сграда, известна днес с името Мартин-Гропиус-Бау (Martin-Gropius-Bau). Освободените помещения на приземния етаж се заемат от египетската колекция, а тези на втория етаж – от гравюрния кабинет.
В годините от 1883 до 1887 г. музеят е надстроен с един допълнителен, невидим отвън мецанин. Колекцията от гипсови отливки, която е централна за музея по време на неговото строителство, в течение на 19 век става една от най-мащабните. Обаче между 1916 и 1920 г. колекцията – с изключение на монументалните статуи – поради променената оценка на стойността на нейните експонати, е предадена на Берлинския университет, където по време на Втората световна война е повредена в значителна степен. В залите на първия етаж отново са изложени колекцията от вази на Античния музей и папирусната колекция на Египетския музей.
Големите преобразования на приземния етаж се правят между 1919 и 1923 г. – апсидата в Гръцкия двор е премахната, дворът е покрит със стъклен покрив, изграден е нов под на нивото на приземния етаж. По този начин са създадени допълнителни помещения за излагане на колекцията находки от Амарна. Дори в крайните помещения на приземния етаж са поставени окачени тавани и плочи, които, закривайки първоначалната украса, създават изложбени зали от съвременен вид. Преходът към Пергамския музей е построен през 1929 г.
През 1939 г. изложбите са закрити, многобройни експонати са евакуирани и обезопасени. По време на Втората световна война музеят претърпява големи разрушения. При бомбардировките на 22 – 23 ноември 1943 г. изгаря централното стълбище със стенописите, представящи историята на човечеството. През февруари 1945 г. бомбите разрушават северозападното крило и прехода към Стария музей, повредени са също югозападното крило и югоизточният ризалит. В края на април 1945 г., по време на битката за Берлин между частите на Вермахт и СС и съветските сили, музеят търпи още разрушения.

### Следвоенно време
След войната Новият музей години наред остава в руини. Останалите музеи на Музейния остров използват неговите оцелели помещения за хранилища. Възстановителните работи започват едва през 1986 г. и първоначално водят до нови разрушения – някои неизбежни, други предотвратими – и до загубата на историческия градеж. Така например са премахнати последните остатъци от египетския двор и окончателно е съборена галерията, която води към Стар музей. За предстоящата реконструкция се събират и съхраняват строителните елементи и фрагменти. Едновременно с обезопасяването на сградата през 1986 г. започва и работата по проекта за реконструкция на музея. Проектът предвижда възстановяването на сградата във вид, съответстващ на оригиналния. Многобройните части – колони, капители, корнизи, подове, стенописи – служат като образци при възстановяването на сградата. За реставрирането на стълбището и стенописния цикъл за историята на човечеството се разчита на запазените живописни оригинали, съхранявани в Националната галерия.
През септември на 1989 г. е положен първият камък, обаче след политическите промени през 1989/1990 г. проектът, разработен в ГДР, е отхвърлен като остарял и работата по него е прекратена.

## Архитектура и концепция на музея (19 век)

### Външен вид

#### Описание
Сградата на Новия музей е почти правоъгълна с дължина 105 m и ширина 40 m. Разположена е от север на юг успоредно на канала Купферграбен и перпендикулярно на Стария музей. До Втората световна война двата музея свързва галерия с 3 кръгли арки над Бодещрасе (Bodestraße) с ширина 6,90 m и дължина 24,50 m. Галерията е разрушена по време на Втората световна война. Централната и най-високата част на сградата, където се намира залата с голямото стълбище, е с височина 31 m. Залата със стълбището е свързана чрез колонади от дорийски колони с предвидената в проекта на Щюлер, но по-късно построена Национална галерия.
Триетажните крила на сградата са групирани около две вътрешни пространства – Гръцкия двор и Египетския двор. Първоначално само северният Египетски двор е покрит със стъкло, южният Гръцки двор се снабдява със стъклен покрив по време на реконструкцията, проведена между 1919 и 1923 година. Външната част на централното стълбище е изградена като централен ризалит, който е с плоски фронтони и само леко покрива страничните крила. Основната източна фасада, която има вход срещу Старата национална галерия, е оградена от две ъглови структури без прозорци и с куполи, чиято форма съответства на тези над колонадите и уравновесява централния ризалит.
Зад семплата, по-скоро обичайна фасада в стила на класицизма, се крият многобройни и изключително иновативни за 1840-те години железни конструкции. Въпреки неблагоприятния терен те дават възможност да се изгради допълнителен етаж, запазвайки общата височина на сградата приблизително същата като на Стария музей на архитекта Карл Фридрих Шинкел, и позволяват създаването на разнообразни сводове.

#### Фасади
Щюлер при проектирането на външния изглед на Новия музей, за да го съчетае с архитектурата на Стария музей и на планирания Културфорум, избира една сдържана форма. През 1862 г. той пише в своите разяснения при публикуването на 24 литографии на Новия музей:
| „                    | Поради местоположението на Новия музей и в контекста на по-големия строителен комплекс, отсъстваше мотив за изграждане на великолепна и характерна структура, подобна на колонадата на по-стария музей: затова предназначението на сградата можеше да бъде посочено по-скоро само чрез формата на детайлите и подредбата на скулптурите. | “ |
| Фридрих Август Щюлер | |   |

Архитектът се ограничава с пестеливи скулптурни украшения по прозорците и върху средния, южния и северния ризалит.
Сградата на Новия музей е тухлена, покрита е с мазилка, фасадите са разделени с каменна зидария. Мазилката е с различни цветове, което е необичаен за времето подход и вероятно е използван, за да подсили илюзията за фасада от естествен камък. Източната фасада е симетрично оформена чрез централен ризалит, увенчан с фронтон, и два ъглови ризалита с куполи и без прозорци. На стените между ризалитите се намират пет редици от прозорци, като на всеки етаж те имат размер и форма в съответствие с височината и предназначението на намиращото се зад тях помещение.
Предната част на централния ризалит наподобява храм и демонстрира музейното предназначение на сградата. Надписът на фронтона, направен с позлатени медни букви, „MUSEUM A PATRE BEATISSIMO CONDITUM AMPLIAVIT FILIUS MDCCCLV“ – „Синът разшири основан от преподобния баща музей 1855 г.“, назовава всички значими данни за сградата: MUSEUM – предназначението на сградата за музей; AMPLIAVIT – разширението (на Стар музей); MDCCCLV – официалната година на откриването 1855. Имената на основателя Фридрих Вилхелм IV, както и на баща му Фридрих Вилхелм III не се споменават (за разлика от втория посвещаващ надпис в йероглифи в Египетски двор). Релеф от щукатура, направен през 1854 г. от скулптора Фридрих Драке (Friedrich Drake) – „Историята учи на архитектура, скулптура, живопис и графика“ – илюстрира образователния характер на музея. Фронтонът е увенчан с Борусия (алегоричното изображение на Прусия) от Густав Блезер (Gustav Blaeser), чрез нея сградата вероятно се идентифицира като музей на държавата Прусия. Ъгловите акротерии и двата бронзови грифона са дело на берлинския скулптор Фридрих Вилхелм Волф (Friedrich Wilhelm Wolff). На централния ризалит се намира монументална триосна група от прозорци, обградени от колони и пиластри. На първия етаж те са в дорийски стил, а на втория – в коринтски. На централната ос, на приземния етаж се намира главният вход с разположени отстрани прозорци.
Двата ъглови ризалита са украсени с оградени в кръг глави и алегории на изкуствата и науките, представени в колекциите на музея. Украшенията са изработени от пясъчник от скулпторите Август Вредов (August Wredow), Карл Хайнрих Грамзов (Carl Heinrich Gramzow), Вилхелм Щюрмер (Wilhelm Stürmer), Карл Хайнрих Мьолер (Karl Heinrich Möller) и Хайнрих Бергес (Heinrich Berges). Мраморните полета между фигурите, добре различими на рисунката на южния ризалит, дават цветен акцент на външната фасада. Около прозорците на първия етаж на стените между ризалитите се намират изработените от цинкови отливки детски фигури, които изобразяват алегориите на експонатите на колекциите.
Оформянето на западната фасада срещу Купферграбен се различава от това на източната фасада. Вместо двата ъглови ризалита има три допълнителни оси от прозорци, а ъглите се подчертават не с куполи, а с две фигури от цинкови отливки. Оформянето на централния ризалит с монументални прозорци е същото както на предната фасада, като на главния вход на приземния етаж съответства един допълнителен прозорец. На фронтона има релеф, изработен от скулптора Август Кис през 1862 г., на който е показана алегорията на изкуството, обучаваща другите фигури. Надписът върху сградата, отново с позлатени медни букви „ARTEM NON ODIT NISI IGNARUS“ – „Само невежият презира изкуството“, е избран от Фридрих Вилхелм IV.

### Вътрешен вид

#### Принципи на оформлението
На пестеливия външен декор е противопоставена извънредно богатата и смислово натоварената вътрешна украса. Щюлер обяснява подхода си за декоративното оформяне: „... изглеждаше основателно да се поддържа по възможност най-голяма хармония между помещенията и предметите, които ще бъдат представени“. Целта на музеите е „да предоставят не само удоволствието от прекрасните произведения на изкуството, но и по възможност ясен и широк преглед на художествените умения на различните народи и времена“ и тъй като „[…] изкуствата никога не са обособени, а се оценяват винаги в контекста на сродните изкуства“, то според архитекта неговото „задължение е поддръжката и украсата на помещенията по възможност да допълват колекциите, още повече, че във всички добри епохи на изкуство архитектурата е била носител на скулптура и живопис.“ Конкуренцията между украсата и експонатите се избягва, залите със скулптури се украсяват само с живопис, произведенията на пластиката се подреждат на спокоен изолиращ фон. Следвайки тези принципи, подходящата за експонатите среда се създава чрез стенописи, орнаменти и архитектурни елементи, които действат като препратки към съответните колекции. Богатата символика и разнообразните съпоставяния и съчетания на експонатите и интериора се възприемат от тогавашната публика като „лабиринт на символизма“ и „обобщена в камък история на културата и изкуството“.
Стените в помещенията за колекциите са хоризонтално разделени на три части. Долната част е боядисаният цокъл на нивото на пиедесталите и витрините. Средната част на стените е в ярък, контрастиращ на експонатите цвят. В повечето изложбени зали е използвано помпейско червено, но също така – зелено и пурпурно. Горната зона е украсена със стенописи, размерите им се определят от архитектурните елементи на стената. Темите на стенописите съответстват на вида колекции. Митологичните теми са представени с изображения на северните богове в Националната зала, с египетските богове в Митологичната зала, с героите на античните митове в Залата на Ниоба. За колекциите в Египетския двор, в Гръцката и Римската зала се използват картини с пейзажи и реконструкции на историческата архитектура. В южната куполна зала стенописите изобразяват исторически събития.

#### Критика на интериора
При описанието на Новия музей в своя справочник за маркграфство Брандебург и Берлин от 1881 г. немският историк и изследовател Ернст Фридел (Ernst Friedel) подчертава в три реда неговия размер, чистотата и разнообразието на интериора, отбелязва добрия вкус и декоративния талант на Щюлер и продължава с критика. Той критикува особеностите на шпакловката и не съвсем сполучливите от неговата гледна точка монументални композиции, но най-сериозните му забележки се отнасят към недостатъчното отчитане на необходимите в бъдеще разширения. Действително при по-нататъшното развитие тясната връзка на експонатите с изложбените пространства се оказва пречка за отделянето или разместването на отделните колекции. За първи път това се случва през 1870-те години, когато във връзка с откриването на Етнографския музей изнасят колекциите на кунсткамерата и етнографската сбирка. Проблемът с преместването на колекциите е критикуван и от архитектите. Според една публикация в „Ръководство по архитектура“ от 1893 г. „Щюлер се стреми към нагласяването на архитектурното оформление на помещенията според тяхното предназначение. Но тяхното оформление понякога се оказва препятствие за преместването на отделните колекции, станало необходимо поради тяхното разрастване.“ Учените от своя страна критикуват „романтизиращия“ и „екзотизиращ“ интериор, също така те са и против някои случаи на остаряло научно представяне. Въпреки това при преустройствата на вътрешните помещения към интериорите се отнасят много внимателно, освен когато се налагат по-големи реорганизации. Такива се оказват необходими за подреждането на колекцията от находките от Амарна през 1920-те години.

#### Желязна конструкция и олекотено строителство – навлизането на индустриализация в архитектура
Между началото на строителството на Стария музей на Шинкел и началото на строителството на Новия музей минават само 17 години. Докато Шинкел използва традиционното монолитно и дървено строителство, което като технология е присъщо на 18 век, при строителството на Новия музей Щюлер работи с железни конструкции и различни видове тухли. Той прилага новите строителни технологии, станали възможни благодарение на индустриализацията и все по-интензивно въвеждани през по-нататъшния ход на 19 век. Погледнато от тази плоскост, названията на двата музея – Стар и Нов – придобиват допълнително значение, противопоставяйки старите и новите методи на строителството.

##### Конструкция
Отвътре музеят на Щюлер е пронизан от една разнообразна и сложна система от железни строителни елементи. Примерите за това се виждат на съседната илюстрация, където е дадено сечението на североизточното крило. Видимите дъгови греди с обтегач, украсени с детайли от месингова ламарина и цинкови отливки, носят таваните в Залата на Ниоба, в Гръцката зала и в помещенията на гравюрния кабинет. На по-долната картинка, освен различните декоративни елементи, е показана стандартизираната, еднаква за всички зали форма на дъговата греда. Тя представлява една чугунена дъга от две части и двойка хорди, щателно изковани от седем свързани железни пръта от „най-доброто желязо на Стафордшър“ до единичен прът и изтеглени до 2 1/3 инча за по-леко натоварения трети етаж и до 3 инча за втория етаж. Големите болтове на края на гредите позволяват фино регулиране на опъването на обтегачите. Умната комбинация между лесния за формоване чугун и издръжливото на опън ковано желязо е техническа иновация за времето. По дължина залите са обхванати от чугунени греди, поставени в отляти фланци и покрити с леки тухли. В Митологичната зала на приземния етаж същите дъгови греди са скрити зад измазана стена, като по този начин се имитира масивен градеж. Всички железни строителни конструкции и декоративни детайли са доставени от немските индустриалци.
Желязната конструкция се използва и за двойния стъклен покрив на Египетския двор, разрушен през Втората световна война. Скрита зад окачен таван от матирано стъкло, тя е невидима за посетителите. Конструкцията покрива площ от около 300 m², без да се използват опори. Покритият със стъкло вътрешен двор, първи по рода си в Берлин, по-късно става характерен и за други музейни сгради, такива като бившият Музей за приложните изкуства (Kunstgewerbemuseum) на Мартин Гропиус. Подобно решение може да се намери и при архитектурата на големите търговските центрове.
Друг вид железни конструкции в Новия музей са тънките железни колони, арките и гредите в помещенията на кунсткамера на третия етаж на южното крило. Подобно на дъговите греди в северното крило тяхната желязна основа е облечена с украшения от месингова ламарина и цинкови отливки. Интересна по своята форма е желязната конструкция, покрита с телена мрежа и скрита зад „готическия“ свод на Звездната зала. Тя също е разрушена по време на войната. Тук изборът на Щюлер се дължи на причини, свързани със статиката, тъй като тънките стени на третия етаж не биха издържали тежестта на истински готически свод. Железни греди се използват и за касетирания таван на вестибюла, към тях „отдолу са закрепени украсени бронзови лайстни, така че металната конструкция да стане част от декорацията“.
Подходът на Щюлер към работата с железните конструкции е много разнообразен. В някои случаи те съзнателно не са показани, зазиждат се или се покриват, както е в Митологичната зала, в Звездната зала или при стъкления покрив на Египетския двор. В други случаи те са видима част от украсата, както е във вестибюла и в залите на северното крило, и в кунсткамерата. Украсата е оформена изцяло чрез функцията на желязната основа, като самата желязна конструкция е показана с различен дизайн. Пример за това са прикритите като въжета обтегачи и ненужните от гледна точка на статиката конзоли на дъговите греди в помещенията на северното крило. Разрушенията на Втората световна война разкриват и правят видими частите от първоначално скритите железни конструкции, като по този начин се създава възможност за оценка на техническата и иновативната страна на сградата.

##### Необходимост от железни конструкции
Щюлер прибягва към използването на железните конструкции не само поради предимствата на по-бързото строителство поради индустриализацията на процесите, но и поради подобрената от липсата на дървени покриви пожарна безопасност. Има и други фактори, вследствие на които той се отказва от масивното строителство. Сред тях е лошият терен, който налага по възможност минимална тежест на сградата и следователно тънки и леки стени и тавани без никаква или с много малка хоризонтална компонента на натиска. Допълнителната трудност е изискването да се добави още един етаж, като се запази приблизително същата височина на сградата, както на Стария музей. Архитектът избира строителните материали много внимателно, както се вижда в случая с покрива на голямото стълбище, който е направен от дърво, а не от желязо. Макар предназначението на сградата за музей да изисква висока степен на противопожарна безопасност, металният покрив също има свои недостатъци. Железният покрив без дървено скеле е твърде тънък и силно се влияе от температурните промени. При отопляемите през зимата сгради това води до кондензиране на влага по долните метални повърхности и образуване на капки вода, които действат разрушително.
По отношение на желязното строителство позицията на Щюлер е между антиподите Готфрид Земпер (Gottfried Semper), който отрича използването на железните конструкции поради свързаната с това загуба на маса, и привърженика на желязото Анри Лабруст (Henri Labrouste), който показва неприкрити железни конструкции в построената приблизително по същото време библиотека на Света Женевиев и по-късно, през 1858/1868 - в читалните на старата сграда на Националната библиотека в Париж.
Използваната за изграждането на музея технология ясно показва взаимното влияние на строителните материали, индустриалното производство, проектирането и строителството. Серийното промишлено производство изисква стандартизация на носещите елементи, за да се изработват бързо и с малки разходи. От своя страна стандартизираните строителни части налагат проектирането на помещения с еднакви размери, но така, че те да не изглеждат еднообразни. Процесът на строителството на музея се ускорява, когато производството се премества от строителната площадка във фабриката. Същевременно това поставя по-високи изисквания към транспорта и логистиката. Преписката, съдържащата се в строителните документи, показва как понякога, поради бързия напредък на строежа, възникват трудности с доставките. Преди започването на серийното производство се създават прототипи, които се използват за проверка на механичната издръжливост на частите. Новост също е гарантираното качество на всички крепежни елементи, което се осигурява чрез тяхната проверка, преди да напуснат фабриката. По този начин, още през 1840-те години, в Берлин има пример за промишлено строителство, което иначе свързват с построения едва през 1851 г. за Световното изложение в Лондон Кристален дворец на Джоузеф Пакстън.

### Обиколка на музея
Следващите глави описват помещенията на Новия музей такива, каквито те са при неговото откриване през 1855 г. Цитатите и изображенията са взети в повечето случаи от трудовете на Щюлер „Новият музей в Берлин: 24 пана“ и „Берлин и неговите съкровища“. Оттогава някои зали и тяхното обзавеждане са променени или са повредени и разрушени през Втората световна война. В списъка на тоталните загуби са северното крило с неговите Историческа зала, Гръцка зала, Синя зала, Зала на Аполон и Зелена зала, а също и Египетският двор, южната куполна зала и преходът към Стария музей. Също така напълно разрушен се оказва интериорът на стълбището, в частност фреските за историята на човечеството. Състоянието на другите помещения варира от доста запазено, както е със Залата на Ниоба, до останали само с външни стени, както е при Съвременната зала.

#### Вестибюл и стълбище
В главния вестибюл на музея се влиза през вход в центъра на източната фасада. Помещението е с касетиран таван, поддържан от четири дорийски колони от карарски мрамор. Светлият мрамор с наситените тъмни виолетови жилки се откроява добре на фона на червеникавокафявия постамент и полираните жълтеникави стени с венецианската мазилка Марморино. Таванът представлява желязна конструкция, „към която отдолу са прикрепени украсени бронзови лайстни, така че конструкцията да може да бъде част от декора на помещението“. Очевидно намерението на Щюлер е било поне индиректно да покаже конструкцията. Врата от полирано палисандрово дърво води наляво към колекцията на северни старинни предмети, надясно е египетската колекция.
|  |
|  |
|  |
|  |
|  |
|  |

Към първия етаж води широко стълбище от сив силезийки мрамор от мините в Грос Кунзендорф (на немски: Groß Kunzendorf; на чешки: Velké Kunětice). Страничните стени на стълбището са със същия вид, както на вестибюла. По стъпалата на това единично стълбище се влиза в една много голяма зала, част от която е заета от двукрило стълбище. Залата с нейните дължина 38 m, ширина 15,70 m и височина 20,20 m е най-голямото помещение в музея. По височина тя заема два етажа и се простира през цялата дълбочина на сградата. Размерът, обширните повърхности на надлъжните стени и доброто осветление през прозорците от двете тесни страни правят залата подходяща за големи скулптури и релефи. При оформление на залата с голямото стълбище Щюлер се придържа към известния проект на своя учител Карл Фридрих Шинкел за кралския дворец на Отон I от 1834 г.: 
| „                    | Таванът бе осъществен по хубавия проект на Шинкел за голямата зала на кралския дворец на Акропола в Атина, като архитектът не можа да си откаже, да увековечи по този начин паметта на най-дълбоко почитания си учител, чиито най-красиви проекти за съжаление не се претвориха в живота. | “ |
| Фридрих Август Щюлер | |   |

В залата, срещу изхода на единичното стълбище, се извисяват две монументални отливки на Кастор и Полукс от Пиаца ди Монте Кавало пред двореца Квиринал в Рим. Височината на скулптурите е 5,50 метра. Двете стълбищни крила вървят успоредно на надлъжните стени на залата и водят към втория етаж. Горе те се съединяват пред един портик с кариатиди, който е архитектурно копие на Ерехтейона в Атина. Касата на вратата под портика също е цитат от Ерехтейон. Оформлението на парапетите на стълбището Щюлер възлага на скулптора Густав Блезер (Gustav Blaeser), който преди това участва в работата по фасадата. До напречната стена и успоредно на нея има галерия, подпряна от четири йонийски колони. Галерията свързва срещуположните врати на втория етаж.
Двата етажа на залата са разделени чрез един архитрав, който служи като постамент за стенописите на горния етаж. В първоначалния проект на Щюлер за структурирането на стените се предлагат единствено коринтски пиластри. Фридрих Вилхелм IV лично определя стените на втория етаж да са за широкоплощни стенописи с мисълта „... да предостави на новото монументално изкуство поле за разгръщане, така че то да покаже себе си на нивото на антиките, и да насърчи радостта на художника от поетата поръчка да представи в шест големи картини основните периоди от световната история." Работата по стенописите се възлага на известния по това време мюнхенски придворен художник Вилхелм фон Каулбах (Wilhelm von Kaulbach). Кралят взема активно участие в процеса на тяхното създаване, съвети дават също генералният директор на кралските музеи, Игнац фон Олферс, Фридрих Вилхелм Йозеф Шелинг, Александър фон Хумболт и други велики интелектуалци на онова време. Изборът на шестте повратни момента на световната история предлага една аналогия с шестте дни на Сътворението. Цикълът е повлиян от Хегеловата „Философия на историята“. Темите за стенописите се избират след дълги дискусии между краля и художника. Цикълът стенописи на Каулбах – „Вавилонската кула“, „Омир и гърците или разцветът на Гърция“, „Разрушаването на Йерусалим“, „Битката с хуните“, „Кръстоносците пред Йерусалим“, „Епохата на Реформацията“ – заема целия горен етаж на монументалната зала със стълбище и се разпростира по дължина на около 75 m. Ширината на всяка от стенописите е около 7,50 m, височината е 6,70 m. Стенописите са изпълнени от Каулбах между 1847 и 1866 г. с техниката на стереохромията. С тази техника картините се рисуват с бои директно върху стената, а след това се покриват с разтвор на водно стъкло, който ги закрепва към зидарията и създава ефект на фреска. Стенописите в Новия музей са първото широко приложение на тази техника, изобретена малко преди това. Още при строителството на сградата се вземат мерки за бързото съхнене на повърхностите на стените и съответно за по-бързото закрепване на фреските. За целта в зидарията се оставят отвори, а тухлите се нареждат по специален начин, така че в стената да се образуват въздушни канали.
За да се отделят от основните стенописи, картините над вратите и между стенописите са изпълнени върху златна основа. Картините над вратите изобразяват: алегория на германската сага – вкопан в земята жезъл с руническите надписи и кръжащи над него черните гарвани Хугин и Мунин; музата на историята Клио; алегория на изкуството и алегория на науката. Картините върху златната основа, които се намират между стенописите, изобразяват седнали фигурите на великите хора, а фигурите над тях олицетворяват държавите, от които те произхождат. Двойките са: Солон със заобиколената от ероси Венера като въплъщение на Гърция; Моисей със скрижалите, стъпил върху разбития Златен телец, и Изида като въплъщение на Египет; Карл Велики и олицетворението на Италия; Фридрих II и женският образ Германия. Останалата част от стените е изрисувана в сдържан зелено-сив цвят, горният край завършва с фриз от младенци и деца с пародии на египетски, гръцки и римски исторически събития. Тесните страни отляво и отдясно на прозорците са украсени с алегориите на архитектурата, скулптурата, живописта и графичното изкуство. Цветът на неизписаните стени е наситено помпейско червен с мек блясък.
Касетираният таван е двускатен, покрит е с арабески, нарисувани върху тъмночервен фон, и е окачен на дървена покривна конструкция, като в същото време стъпва на шест подобни на ферми елементи, видими в залата. Самата покривна конструкция не се вижда отвътре и се намира с около 2,50 m по-високо. Фермите са украсени с позлатени пантери, елени, хипогрифи, лъвове, бикове и грифони, а също и с орнаменти, изработени от цинкови отливки. Тях Щюлер директно взема от проекта на Шинкел за кралския дворец на Отон I.

#### Приземен етаж
Приземният етаж се използва за египетската колекция, германските антики и етнографската колекция. Интериорните решения максимално съответстват на стила на представяните обекти. Така например таванът се носи от египетски и дорийски колони, докато на първия етаж те са предимно в йонийски стил, а на втория са коринтски. Промяната на вида на колоните е съпроводена с промяната на използвания за тях материал: колоните на приземния етаж са издялани от пясъчник и шпакловани; колоните на изискания първи етаж са от италиански, френски и чешки мрамор; колоните на втория етаж са от чугун, покрит със златиста цинкова сплав. Подът на вестибюла е покрит със скъп камък, в повечето от помещенията с колекциите подът е покрит с цветната мозайка Терацо.

##### Египетски отдел (Египетски музей и папирусна колекция)
|  |
|  |
|  |
|  |
|  |
|  |
|  |
|  |

Египетският отдел заема петте помещения на приземния етаж на северното крило, които са разположени около Египетския двор. За оформлението на двора и помещенията е привлечен водещият египтолог Рихард Лепсиус (Richard Lepsius). Лепсиус е ръководител на египетската експедиция, състояла се между 1842 и 1845 г. по нареждане на Фридрих Вилхелм IV. Новосъздадените зали са предназначени за донесената от тази експедиция богата колекция. Изискванията на Щюлер са големи: още по време на събирането на предметите се мисли за изграждането на исторически музей, който за разлика от досегашните колекции от древни антики, произволно и случайно съставени, да представя всички основни аспекти и епохи на изкуството на Древен Египет. Същата цел той поставя и при обзавеждането и украсата на определените помещения. Създадените картини и декор документират тогавашното състояние на египтологията и са далеч от романтичната египетска мода, възникнала в резултат на египетската кампания на Наполеон.
Централната част на египетския отдел е Египетският двор. В него се влиза от главния вестибюл през едно неголямо преддверие. Правогълният вътрешен двор е покрит с двоен стъклен покрив и е ограден от галерия с 16 колони, чиито капители имат формата на лотос. В архитектурно отношение той представлява трикратно намалено копие на колонния двор на храма на Рамзес II в Тива. На корниза с йероглифи е изписано посвещение на Фридрих Вилхелм IV. Задните стени на перистила са украсени с картини на египетски пейзажи и паметници. Погледнато от входа, те са подредени по часовниковата стрелка в следния ред: „Пирамидите в Мемфис или Гиза“, „Храмът на Хатор в Дендера“ от Карл Граеб (Carl Graeb); „Храмът на Рамзес II в Тива“, „Статуите на Мемнон в Тива“ от Вилхелм Ширмер (Wilhelm Schirmer); „Хипостилът в Карнак“ и „Храмът в Карнак“ от Едуард Папе (Eduard Pape); „Храмът в Герф Хюсеин“ от Вилхелм Ширмер, „Скалните гробници в Бени Хасан“ от Карл Граеб, „Каменните кариери на Силфилис“, „Обелиските в малкия храмов двор в Карнак“, „Предният двор на храма в Едфу“ и „Островът Филе“ от Едуард Бирман (Eduard Biermann); „Храмът в скалите на Абу Симбел“, „Планината Баркал“ и „Пирамидите в Мерое“ от Макс Шмидт (Max Schmidt).
Галерията и нейните задни стени служат за представянето на отливките от Египет, на асирийското изкуство от Дур Шарукин и Нимруд и на персийското от Персеполис и Пасаргад. До галерията се стига през голямата зала, в която се влиза през вратата под стълбите към втория етаж.
Синия, украсен с жълти звезди таван на прилежащия към двора хипостил носят осем колони, изписани с йероглифи. Вратата отдясно води към Историческата зала, чиито стени са украсени с подбрани картини, представляващи най-точните цветни копия на египетските оригинали. Те възпроизвеждат изображения, открити в храмовете в Мединет Хабу и Карнак, в гробници и върху папируси, и показват живота на фараона, военни и ловни сцени, и религиозни церемонии. Над стенописите има фриз, образуван от картушите на всички фараони. Таванът се носи от 12 колони, изрисувани с повтарящи се образи на лешояди, подобно на таванския декор на гробницата на Псаметих. В стъклените витрини и по отворените рафтове са изложени балсамирани животни, малки и по-големи статуи на божества, бижута, дрехи и предмети на бита. Вратата отляво води към Залата с гробове, в която се намират три оригинални гробници. В съседната Митологична зала няма колони, таванът се крепи върху осем пиластра и железни греди, и ферми, вградени в надлъжните стени. Долната половина на стените е покрита с боядисана в жълтеникав цвят дървена ламперия, над нея са нарисувани боговете от египетската митология. В горната част на стените има тясна ивица с изображения, посветени на култа към смъртта. На тъмносиния фон на тавана със златна боя са изобразени небесни митични обекти. Сред тях са зодиакалните знаци от храма в Дендера и боговете на календарните месеци. В тази последна зала на египетския отдел са изложени голям брой мумии, саркофази и погребални предмети.

##### Северен отдел
От главния вестибюл през една врата с надпис „Северни антики“ се минава в Германската зала. Помещението понякога се нарича Зала на северните антики. Нейната колекцията от праисторически и бронзови находки представлява началният етап на сбирката, която по-късно се разраства в днешния Музей за пра- и ранна история. Сводът на залата се опира с шестте си напречни арки върху шест колони от пясъчник с канелюри и капители, оформени от бяла венецианска мазилка Марморино. Находките са изложени в наредени между колоните дъбови шкафове. Основният цвят на стените е виолетово-сив. Картините са с теми, посветени на скандинавската митология Еда, и са дело на художниците Густав Рихтер (Gustav Richter), Роберт Мюлер (Robert Müller) и Густав Хайденрайх (Gustav Heidenreich). На първия стенопис, разположен по надлъжната стената срещу вътрешната страна на музея, са изобразени Один, седнал на своя трон в замъка Асгард, с двата гарвана Хугин и Мунин и майката-земя Херта в нейната каретата, между тях са богинята на нощта Нот със сина си Даг, яхнал кон. Съседната фреска показва Балдур и неговата смърт от бога на хитрстта Локи. Следват изображенията на бога на пролетта Фрейр и неговата сестра Фрея. Последната картина показва бога на войната Тир и пътуването към Валхала. Върху надлъжната стена срещу външната страна на музея първа е картината с Тор на колесница, теглена от два ибекса, в порив за борба с планински тролове, а срещу него в лунната светлина са елфите, поднасящи цветя и венци на своята кралица Титания. На следващата фреска битката на великаните с драконите е противопоставена на веселата игра на водните феи със зверовете. Третата картина показва трите Норни – едната полива корените на световния ясен Игдрасил; втората преде нишката на живота; третата, седнала до реката на времето, рисува изминалите събития. Последната картина изобразява злия бог Локи и дъщеря му Хел, владетелката на подземния свят. На стената срещу входния вестибюл се намират три картини, изобразяващи Валхала, Северното небе – Гимил, духовете на починалите и пътя към подземния свят. В преходното помещение към южния вестибюл се намират още два стенописа. Те са на Фердинанд Конрад Белерман (Ferdinand Konrad Bellermann), изобразяват скалните забележителности на остров Рюген и се наричат „Аркона на Рюген с мегалитите“ и „Щубенкамер с жертвения кръг“.

##### Етнографски отдел
За етнографските експонати са предназначени три помещения – залата Флахкупелзал с плитки глинени сводове, страничната зала за по-дребни предмети и залата с дорийски колони (етнографската). При избора на вътрешното им оформление Щюлер се ограничава с многоцветната декорация само по таваните, като оставя стените еднотонни със светъл восъчен цвят. Есето „Новият музей в Берлин“, излязло в „Списание за строителство“ през 1853 г., описва уредбата на отдела по следния начин: предметите на изкуството на варварските според тогавашните представи народи от Африка и Океания и на малко по-значимото от Полинезия и Индия са изложени във Флахкупелзал и в залата за по-дребните експонати. Нещата от Китай, Япония и Мексико, при които обработката на материала ясно показва специфичното художествено умение и които носят определена духовна концепция, намират своето място в етнографската зала и в съседната зала зад стълбите.
Залите на северния и етнографския отдел обхващат вътрешния южен двор на музея, известен като Гръцки двор. Това название се дължи на това, че на едната от стените му – външната стена на голямото стълбище – се намират главите на гръцките богове Зевс, Хера и Атина. Дворът е украсен също с висок 1,50 m релефен фриз „Разрушението на Помпей“, който се намира на височина между втория и третия етаж и покрива трите страни на двора. На нивото на първия етаж е сложен защитен навес, издаден 1,70 m над двора и предпазващ изложените там раннохристиянски и средновековни архитектурни фрагменти. Дворът е красиво павиран в средновековен манастирски стил. На тясната северна страна на двора е изградена апсида.

#### Първи етаж. Колекция на гипсови отливки
Целият първи етаж е предназначен за експозицията от гипсови отливки. Идеята на Щюлер е да покаже историята на скулптурата чрез най-добрите образци от Античността, Средновековието и по-късните епохи. Изборът на първия етаж не е случаен. От една страна, той позволява чрез връзката със Стария музей да се преминава към неговата галерия, където се намират оригиналните скулптури от мрамор и камък. От друга страна, разполагането на колекцията на пиано нобиле и над примитивното по тогавашните представи изкуство, показано на приземния етаж, подчертава нейната централна роля по отношение на всички други колекции. За представянето на отливките Щюлер проектира поредица от изложбени сзали с различно, странично и горно, осветление и с голямо разнообразие на основните форми. Многоцветните декоративни подове са покрити с мозайка от керамика, съчетана с цветна мазилка или естествен камък.

##### Гръцка зала
Тази зала заема цялото северозападно крило на първия етаж. Нейният боядисан в ярко жълто таван се носи от седем железни дъгови греди, украсени с позлатени фигури от лят цинк и месинг. Стените в долната си част са боядисани в помпейско червено и са полирани, а горните показват 10 пейзажа на Щюлер, които възпроизвеждат гръцката архитектура в Гърция, Сицилия и Мала Азия. Пейзажите с възстановената архитектура съзнателно са противопоставени на повредените статуи – те трябва „да се реят като цветни отблясъци на славата над обломките, чиито отливки са настанени в залата“. Основните акценти сред гипсовите отливки на гръцките скулптури са фронтонът на храма в Егина (оригиналът е в Глиптотеката в Мюнхен) и фризът от Партенон (оригиналът е в Британски музей). Първоначално Щюлер планира монтирането на фриза на Партенона върху галерията на Египетския двор. Но после на тези места са поставени египетските и асирийските статуи. Затова се налага в залата да се сложат невисоки напречни прегради, чрез които да се обособят отделните групи от експонати. Източният фронтон на храма в Егина е възстановен в „оригинални цветове“ от известния теоретик на архитектурата и историк на изкуствата Карл Бьотихер (Karl Bötticher). Тук Щюлер има свое виждане по актуалната по неговото време дискусия за античната полихромия и се показва сведущ по този въпрос. С това решение по оцветяването отново се демонстрира, подобно на залите на египетската колекция, преходът от романтичния ентусиазъм към научната методология.

##### Кабинет на Лаокоон и Зала на Аполон
В кабинета се намира скулптурната група „Лаокоон и синовете му“. Помещението е в цвят „подобен на античен пурпурен“ и също е оформено с помощта на Карл Бьотихер. От Кабинета на Лаокоон се влиза в Залата на Аполон. Тя е правогълна и се осветява отстрани и отгоре през една подобна на еркер веранда, която се намира на северната стена. Отляво и отдясно на прозорците има две малки ниши. В тях, а също и в големите ниши по средата на надлъжните стени, са поставени известни статуи като Ендимион от Стокхолм, Диана от Версай, Аполон Белведерски. Самото помещение е с глинен таван, подобен на баните в Помпей. Доминиращ експонат в залата е скулптурата на Фарнезийския бик. Пурпурните стени и предимно белият таван със светла помпейска украса наподобяват цветовото оформление на Кабинета на Лаокоон.

##### Северна куполна зала
Залата е осмоъгълна с височина над 12 m. Тя заема северозападния ъгъл на сградата и се осветява само отгоре. В залата се редуват четири кръгли и четири четириъгълни ниши. Две от тях се свързват чрез врати със Залата на Аполон и Залата на Ниоба. В останалите са поставени статуи. Стените са в зелен порфир. В полукръглите полета над четириъгълните ниши и врати са изобразени победите на гръцките герои. Върху касетите на тавана са показани 16 гении-покровители с атрибутите на боговете и в игра със свещени животни. Днес в северната куполна зала се намира бюстът на Нефертити.

##### Зала на Ниоба
Посетителят влиза в Залата на Ниоба през един портал, отстрани на който се намират две кариатиди, копия на оригиналите във Вила Албани в Рим. Над вратата със златни букви на черен фон е изписан един цитат от „Прикованият Прометей“ на Есхил. По подобен начин е оформен и порталът на срещуположната стена, който води към залата на Бакхус. Над неговата врата е изписан цитат от Антигона на Софокъл. Оформлението на залата е много близко до това на Гръцката зала – стените са в помпейско червен цвят, таванът има малко по-тъмно жълт декор с цветни теракотови релефи и десет дъгови греди, украсени с позлатени цинкови отливки. В горната част на стените се намират 21 картини в позлатени четириъгълни, осмоъгълни и кръгли рамки. Те изобразяват сцени от антични легенди: „Орфей в подземния свят“ на художника Вилхелм Петерс (Wilhelm Peters) по скица на Бонавентура Дженели (Bonaventura Genelli), „Кадъм убива дракона“ на Карл Бекер (Karl Becker), „Меркурий приспива Аргус“ от Карл Бекер, „Слепият Едип, изгонен от Тива, воден от дъщеря му Антигона“ от Август Теодор Каселовски (August Theodor Kaselowsky), „Пелопс и Хиподамея след победата в надпреварата с колесници“ от Август Теодор Каселовски, „Тантал и Сизиф в царството на Хадес“ от Август Теодор Каселовски, „Язон и Медея със златното руно и убитият дракон“ от Август Теодор Каселовски, „Диана спасява Ифигения от жертвоприношение“ от Адолф Хенинг (Adolf Henning), „Ахил получава от Тетида нова броня до трупа на Патрокъл“ от Адолф Хенинг, „Спасяването на Одисей с булото на Левкотея“ от Адолф Хенинг, „Еней бяга с Анхис и Асканий от горящата Троя“ от Адолф Хенинг, „Дедал изготвя криле за Икар“ от Вилхелм Петерс по скица на Бонавентура Дженели, „Прометей при скалата“ от Вилхелм Петерс по скица на Бонавентура Дженели, „Орачът Ромул“ от Адолф Хенинг, „Гневът на Аякс“ от Адолф Хенинг, „Мелеагър връчва на Аталанта главата на Калидонския глиган“ от Август Теодор Каселовски, „Пелей отвлича Тетида“ от Август Теодор Каселовски, „Хил, синът на Херакъл, донася на майка си главата на Евристей“ от Карл Бекер, „Кекропс се поклонява на статуята на Атина“ от Карл Бекер, „Хирон обучава Ахил“ от Вилхелм Петерс по скица на Бонавентура Дженели. Арабеските са изпълнени в стила гризайл (едноцветни с различни тонове) също от Вилхелм Петерс. Залата получава названието си от изложената тук група статуи на Ниоба.

##### Зала на Бакхус
Залата на Бакхус се намира в централната част на сградата, под горната площадка на стълбището и прохода, свързващ залите на третия етаж. По този начин залата има две части – горна с плосък таван, която има прозорци, и долна, чиито три глинени свода върху виолетово-кафяви мраморни колони носят стълбата. Сводовете са в помпейски стил с нарисувани лозови листа около бронзова решетка. Стените са в наситен тъмновиолетов цвят, който придава на доста малкото пространство един уютен вид, добре съчетан с представените антични предмети на бита и художествените занаяти.

##### Римска зала
Залата се нарича така поради изложените в нея римски скулптури. За разлика от другите зали, таванът на това помещение не се носи от железни конструкции, а се крепи от три арки върху колони от кафяв бохемски варовик с йонийски капители, при което залата се дели на четири части. В надлъжната стена срещу Гръцкия двор всички части имат ниши, които се използват за разполагане на по-малките експонати. Таванът е с цветни касети, разделен е на части със златни ивици, като в центъра на всяка са изобразени по три градски герба, заемки от гръцко-римските монети. В горната част на стените художникът Едуард Папе създава 17 изгледа на римски градове и пейзажи с реконструкции на римската архитектура („Римският форум“, „Форумът на Траян“, „Палатинските дворци с Циркус Максимус“, „Вила Тибуртина на Траян“, „Термите на Каракала“, „Храмът в Пренесте“, „Форумът в Помпей“, „Тибърският остров в Рим“, „Гробният път в Помпей“, „Триумфалното шествие през Арката на Константин“, „Черната порта в Трир“, „Дворът на Каса дела Фонтана в Помпей“, '„Стибадиумът във Вила Тускум на Плиний“, „Гробницата на семейство Платие край Тиволи“, „Вътрешността на гробницата на Сципионите край Рим“, „Колумбарият на Ливия Августа в Рим“ и „Храмът на Изида в Помпей“). Тъмнозелените стени са украсени със златни ивици, подобни ивици има и по канелюрите на колоните. Украсените с мозайка колони носят върху обърнатия към залата на Бакхус архитрав картината „Посейдон и неговата свита“ на Едуард Папе и Карл Фридрих Зайферт (Carl Friedrich Seiffert).

##### Южна куполна зала
Южната куполна зала се осветява отгоре през купола и от страната на свързващия проход към Стария музей. Към прохода водят 11 стъпала. Чрез тази връзка залата играе и ролята на вестибюл за посетителите на Стария музей, което е отразено в нейното грижливо изработено оформление. Куполът е запълнен с червен, украсен със златни звезди велариум, в кръглите орнаменти в пандантивите на златен фон са изобразени основните добродетели и алегориите на четирите столици на Християнската античност и Ранното средновековие: Рим, Йерусалим, Константинопол и Аахен. Стените са издържани в семпъл светлокафяв цвят. В горните им части има големи исторически картини, показващи прехода от Античността към Християнското средновековие.
Портретът на император Октавиан Август, намиращ се в конхата по посока към Римската зала, олицетворява Античността. Картината „Признаването на християнството от Константин“ в сводестата част над портала към прохода към Стария музей показва прехода от езичество към християнство. На тавана в горната част на свода се намира картината „Религия, пробуждаща и оживяваща светото изкуство“, придружена от още две картини с покровителите на християнската вяра и християнското изкуство: „Теодосий приветства в Константинопол готския княз Атанарих“ и „Теодорих приема в Равена посланиците на различни народи, които отдават почит на неговото величие“. Голямата фреска на външната стена, макар все още в тематичния кръг Византия/Късна античност, показва „Освещаването на „Света София“ в Константинопол от императора Юстиниан през 549“ на художника Юлиус Шрадер. Цикълът се затваря на отсрещната стена с „Примиряването на саксонския херцог Видукинд с Карл Велики“, фреска на Густав Греф по картина на Вилхелм фон Каулбах, художника на стенописите в голямото стълбище. Този последен стенопис символизира началото на християнската Германска империя.

##### Зала за изкуството на Средновековието
При проектирането на „Средновековната зала“ Щюлер взема за образец трикорабната базилика с апсида: четири тъмни мраморни колони носят тавана и го разделят на девет куполи-чинии. В центъра на куполите на златен фон са нарисувани портретите на императорите на Свещената Римска империя от Хайнрих I до Максимилиан I. Пандантивите са украсени с алегории на немските градове, представителни за средновековните градежи и свързани с имената на управляващите тогава императори. „Във всеки от деветте купола се намира образът на един от германските императори, при когото процъфтяват изкуствата, заобиколен от изображенията на онези личности и имената на градовете, които историята и достигналите до нас паметници отбелязват като особено активни в това направление.“ Например Хайнрих IV е заобиколен от Вормс, Шпайер, Трир и Корвей. Апсидата се осветява отгоре, има пет ниши и затваря пространството откъм Гръцкия двор.

##### Съвременна зала
Съвременната зала е завършваща за гипсовата колекция и е посветена на скулптурите от Възражданети до началото на 19 век. Таванът се носи от шест арки, стъпили върху колони от виолетово-кафеникав мрамор с йонйски капители. Те разделят пространството на седем по-малки секции, които още се разделят посредством допълнителните стени между колоните. Този начин на разпределение на пространството на залата е обусловен от големия брой експонати, изискващи повече място за тяхното излагане, като същевременно „позволява по-строгото разделяне на предметите на изкуството според школи и епохи“. На вътрешната стена срещу Гръцкия двор във всяка секция са изградени ниши, над тях има стенописи. Основните и междинните стени са оцветени в жълто-кафяв цвят, постаментите са виолетово-сиви. Картините в горната част на стените са изпълнени в сиви тонове, цветният акцент е зададен от синия фон зад фигурите отляво и отдясно на нишите. Между срещуположните колони са нарисувани арабески. По сводовете на междинния проход има седем осмоъгълни стенописа с алегории на човешките умения и дейности. Като място за поставяне на скулптури се използват също издадените отоплителни тела и съседните, високи 90 cm, стенни маси, прикриващи отоплителните тръби. На южната стена се намира копие на „Вратите на Рая“ на баптистерия „Сан Джовани Батиста“ във Флоренция.

#### Втори етаж
Този етаж е поделен между гравюрния кабинет и кунсткамерата. На същия етаж се намират и помещенията за персонала на музея и дирекцията. С оглед осветлението на стаите, те би трябвало да са максимално високи, но изискването Новият музей да не се извисява твърде много над вече съществуващия Стар музей, а също и съображението да не се свиват допълнително чрез сводове и без това тесните стаи, налагат своите ограничения. Щюлер намира решение, като по изключение използва за таван на най-горния етаж железни конструкции, които „въпреки че са конструирани според линията на сводестия таван, не оказват никакъв натиск върху стените по периметъра, а служат само за поддържане на сводестите конструкции и едновременно закрепват стените.“ Осветлението е подобрено чрез допълнителните прозорци срещу въздушните пространства над Гръцкия и Египетския двор, т.е. от двете страни. По-малката височина в сравнение с другите етажи е причина на този етаж да няма мащабни стенописни цикли по горната част на стените. Подовете са направени от дъбов паркет. Използването на такъв мек и деликатен материал е възможно поради по-малкия поток от посетители на тези специални колекции и поради по-леките експонати, за разлика от понякога тежащите тонове експонати от колекциите на долните етажи.

##### Гравюрен кабинет
Помещенията на гравюрния кабинет се намират около въздушното пространство на Египетския двор. На кабинета принадлежи и колекцията от картините на прочутите майстори.
Семпло боядисаният таван на издължената Червена зала, наречена така заради цвета на стените, се носи от десет железни плитки дъгови греди. Тяхното художествено декориране с позлатени фигури и арабески от цинкови отливки е по-опростено в сравнение с намиращата се отдолу Зала на Ниоба. Върху медальоните над прозорците са изобразени майсторите на гравюрата и рисунката. В нишата на северната стена на залата е поставен бюстът на Албрехт Дюрер.
В съседната Зелена зала, наречена така заради светлозеления цвят на стените, известна също като Зала на рисунките, по времето, когато се открива музеят, се съхранява колекция рисунки, съдържаща около 30000 листа. Блясък на вътрешната украса придава таванът, който е във вид на плитък свод, разделен от четири боядисани в „цвят на изпечена глина“ дъги и от четири лайстни от позлатени цинкови отливки. В центъра, върху ярко тъмносиньо поле, са изобразени танцуващи деца с венци. Върху четирите изпъкнати медальона са показани прочутите гравьори и художници Рембранд ван Рийн, Антонис ван Дайк, Лукас ван Лайден и Ханс Холбайн Млади. На предните и задните полета на тавана има две правоъгълни картини „Индустрията на дълбокия печат“ и „Изобретяването на живописта“. Междинните пространства са изпълнени със сцени с по-дребни фигури, алегории, орнаменти и арабески в ярки цветове.
Семпло боядисаният таван на Синята зала също се носи от дъгови греди. Залата със своя мек светлосин цвят има нежен, лек и въздушен вид. В тази зала се съхранява учебната колекция на гравюрния кабинет, която „се отваря само по специално желание на един или повече доверени лица“. Към момента на откриването на музея, колекцията от гравюри наброява над половин милион листа.

##### Кунсткамера
Помещенията на кунсткамерата се групирани около въздушното пространство на Гръцкия двор. Колекцията съдържа редки и ценни експонати – исторически антиквариат и изящни образци на художествените занаяти от Средновековие до Новото време, като дърворезба, предмети от слонова кост, уникати от стъкло и порцелан, и др.
Масивните мраморни колони и арки тук са заменени с леки, пестящи пространство железни конструкции. Филигранните украси не са изработени от чугун, тъй като според натрупания по-рано опит се знае, че по-фините орнаменти върху толкова големи части от чугунената конструкция нямат добър вид. Затова за украсяването на модерните за времето си железни форми Щюлер нарежда да се използват орнаменти от позлатени цинкови отливки.
| „                    | Въпреки облицовката, размерите на дебелините на всичките архитектурни и орнаментни форми не изглеждаха масивни и бе възможно цялата тази метална архитектура да се позлати, без да се създава впечатление за прекомерното великолепие. Със семплите шаблонни рисунки в кафяви тонове и на подходящи места това впечатление бе допълнително омекотено и като цяло още повече имаше характера на фино и грижливо изработване, присъщо на металообработването от Античността и 16 век. Семплите шаблонни рисунки украсяваха сводестите тавани в източната и западната зала на кунсткамерата, стените на всички зали бяха издържани в червено, но като цяло цветният декор на залите не заслужава споменаване. | “ |
| Фридрих Август Щюлер | |   |

В югозападния ъгъл на сградата се намира Звездната или Готическа зала – многоъгълна стая, предназначена за църковни предмети. Под „готическия“ свод на помещението има още една желязна конструкция, тъй като тънките, леки стени на третия етаж не могат издържат тежестта на истинския свод. Тя представлява оребрена конструкция от завинтени плоски железни елементи. Между тях има решетка от фина, измазана и боядисана телена мрежа. Щюлер използва особената форма на стаята и тавана, за да прикрие килнатия план на музея.

## Възстановен музей

### Години 1999 – 2009
Музеят, след трудоемкото закрепване на неговите основи и стени, се възстановява в рамките на общия план за Музейния остров. Работите се провеждат между 1999 и 2009 г., а разходите за тях възлизат на около 295 милиона евро. По време на реставрацията напълно унищоженото северозападно крило и югоизточният ризалит се възстановяват по проект на английския архитект Дейвид Чипърфийлд, като се следват първоначалните размери и пространствени съотношения. Запазените части на сградата се реставрират и допълват. От 16 октомври 2009 г., когато сградата е официално открита, Египетският музей с Папирусната колекция и Музеят на пра- и ранна история се намират на своето първоначално място.
Генералният проект за реконструкция на Музейния остров, част от който е възстановяването на Новия музей, се нарича Мастерплан Музеен остров (Masterplan Museumsinsel) и следва концепцията на допълващата реставрация. Това означава, че дворът и външните стени остават в рамките на историческото пространство, запазените части на разрушената фасадата стават част на реставрираната, оригиналните находки се запазват и многобройните строителни фрагменти отново се интегрират. Достроените участъци трябва да са видими и различими. Тази концепция става обвързваща за международния архитектурен конкурс за реконструкцията на Новия музей. Той се провежда през 1993 г., но не дава задоволителни резултати. През 1997 г. Пруската фондация за културно наследство възлага на архитекта Дейвид Чипърфийлд възстановяването на Новия музей. В своя проект той замества разрушения югоизточен ризалит и северозападното крило с постройки със същия обем. Тухлената зидария на новите фасади следва като материал и структура запазения северен ризалит и югозападното крило. Чипърфийлд се отказва от реконструкцията на изгубеното вътрешно оформление, най-вече на голямата зала със стълбището. Той укрепва, ремонтира и достроява руините на Новия музей, като стремежът е реконструкцията да не бъде извънисторическа, да не се романтизира реториката „ново/старо“ и да не се създава монументален паметник на разрушението. След загубата на класическите интериори в Глиптотеката и в Старата пинакотека в Мюнхен, причинена от Втората световна война, частично запазеният интериор на Новия музей е едно от последните оцелели свидетелства за музейна сграда от онова време в Германия.
На 27 юни 2007 г. Дейвид Чипърфийлд представя първата преработка на като цяло критикувания му проект от 2001 г., озаглавена Берлински акропол. Широк отзвук в берлинската общественост и преобладаващо положителни реакции получава прозрачната, „филигранна“ колонада върху висок цокълен етаж към западния ръкав на Шпрее.

### Център за посетители и Археологическа променада
Проектът Мастерплан за Музейния остров има за цел не само санирането на отделните музеи, но и обединяването на сградите в един общ комплекс. Централните елементи на този подход са новата сграда с посетителски център, галерията Джеймс Саймън и археологическата променада, свързваща всичките сгради на Музейния остров в една подземна обиколка до Стара национална галерия. Променадата минава през Гръцкия двор, под голямата зала със стълбището и през Египетския двор. Помещенията в нея се използват за изложби. По време на санирането се работи само по вътрешните части на музея, връзките към Стария музей и към музея „Пергамон“ се довършват след това. Галерията Джеймс Саймън, също проектирана от Дейвид Чипърфийлд, е построена между Купферграбен и Новия музей. Работата е придружена със сериозна ревизия на първоначалните ескизи, които според критиката са твърде модерни и не съответстват на средата.
На 24 юни 2003 г. се провежда церемония по повод началото на строителните работи по възстановяването на Новия музей. На нея министърът на културата сравнява Мастерплан с решаването на квадратурата на кръга, като отбелязва успешното съчетаване на възстановяването на сградата като историческо наследство с разумното насочване на посетителския поток и модерната инфраструктура. Реставрираната сграда на Новия музей остава паметник на първия ѝ архитект Фридрих Август Щюлер и изпълнява неговото желание музеят да формира център „за най-високите интелектуални интереси на хората, какъвто никоя друга столица не би предложила“.

### Критика на реставрационната концепция
Концепцията за възстановяването на Новия музей от самото начало е подложена на критика от редица културни дейци, които смятат, че музеят трябва да съответства на първоначалната идея на Щюлер и да не се подчинява на естетическите представи на потомците. Петицията до Бундестага, организирана от Историческото общество на Берлин и събрала над 14000 подписа, отхвърля първоначалния проект на Дейвид Чипърфийлд от 2001 г. Петицията настоява фасадите и голямото стълбище да се възстановят в оригиналния им вид и се противопоставя на изграждането на новата входна сграда на острова.
През 2007 г. се появява инициатива за събиране на подписка за референдум под мотото „Спасете Музейния остров“. Тя призовава Берлинският сенат стриктно да пази целостта на културното наследство на града и да не допуска ново строителство на територията на Музейния остров. Същевременно се иска сенатът да постанови реставрацията на интериора и екстериора на Новия музей да се придържа, доколкото е възможно, към първоначалния замисъл на Щюлер. Критиката е насочена и към Пруската фондация за културно наследство, която не поддържа възстановяването на уникалната сграда в първоначалния ѝ вид.

### Нива 0 – 3
От голямата зала със стълбището може да се стигне до трите надземни етажа на музея.
На ниво 0, долният сводест етаж, се намират колекциите от епохата на фараоните и Древна Гърция. От този етаж се слиза по стълби към намиращата се по-надолу зала с гробове.
На ниво 1 (нивото на входа към сградата) са изложени находките на Шлиман от Троя, а също и от Кипър и Египет.
На ниво 2 се намират особено ценните експонати – бюстът на Нефертити в северната куполна зала и бронзовата фигура на Ксантенското момче в зала 201. Между северната куполна зала и южната куполна зала има визулна връзка. В южната куполна зала се намира голяма статуя на римския бог на слънцето Хелиос. Картините на това ниво илюстрират преселение на народите и експазията в римските провинции.
На ниво 3 изложените находки систематично и подробно представят ранната и средната епоха на каменната ера, ледниковия период, неолита, бронзовата епоха и желязната епоха. В зала 305 се намира един особено ценен предмет от бронзовата епоха, наречен Берлинската златна шапка. Експонатът е намерен в Южна Германия и е датиран към 1000 – 800 г. пр.н.е.
През 2010 г., първата година след повторното откриване, Новият музей е най-посещаваният в Берлин със своите 1,1 милиона посетители. В следващите години музеят е посетен от 903 000 души през 2011 г. и 701 000 през 2012 г.

### Отзиви след откриване
Възстановеният музей получава противоречива оценка в пресата. Привържениците на новата концепция на музея приветстват запазването и интегрирането на обломките от оригиналния градеж в реконструираната сграда и смятат, че макар съчетаването на различните строителни и декоративни материали да не създава хармоничен изглед, този начин на реставрация е израз на респект към историческия шедьовър на класицизма. Одобрява се и самото подреждане на експонатите, тъй като то отразява новото осъзнаване на историческите епохи, различно от това на 19 век. Оценява се високо подходът при представянето както на темите, свързани с културата, така и на периодите от световната история – той създава предпоставки за емоционално възприемане на колекциите, предизвиква интерес и удоволствие от видяното. Според позитивните коментари запазените следи от бившето разрушение се възприемат като „рани по тялото на музея“, създавайки усещането, че „тук всичко преходно става нетленно“.
За критиците новооткритият музей представлява „слепени остатъци от руините на оригинала от 1855 г.“ В отрицателните отзиви се споделя разочарованието, че интелектуалните усилия и финансовата подкрепа от 233 милиона евро имали като резултат една „изкуствена руина“, докато предишното произведение на архитектурното изкуство „било принесено в жертва“ на „философията на обломки, петна и руини“. Красноречиво се противопоставя „образецът на епохата на пруския романтичен класицизъм“ на образа на „гримираната мумия на сградата на музея“. Критиките са насочени към институциите и експертите, отговорни за разработването и приемането на реставрационната концепция. Според тях „духът, хармонията и симетрията на сградата са разрушени“ и реставрацията като цяло „фалшифицира архитектурата на сградата“.

### Награди
- 2010 г. Наградата Nostra Award на Европейската комисия и на Европейската федерация на асоциациите за културното наследство Europa Nostra – за исключителни постижения в областта на реставрирането.[28]
- 2010 г. Голямата архитектурна награда Große Nike на Съюза на германските архитекти – за възстановяването на музея.[29]
- 2011 г. Наградата на Европейския съюз Mies-van-der-Rohe-Preis – за успешната комбинация на „съвременната архитектура, реставрация и изкуство“.[30]
- 2011 г. Германската архитектурна награда за архитекта Дейвид Чипърфийлд – за възстановяването на музея.[31]
- 2014 г. Музеят получава статут на исторически паметник на инженерно-архитектурното изкуство на Германия.[32]